# Wuhe

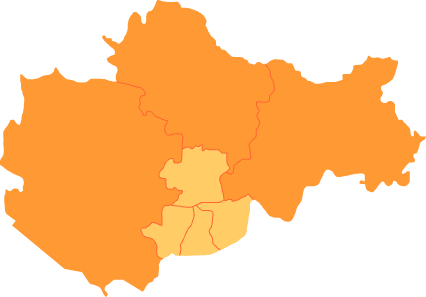
Lage des Kreises Wuhe im Gebiet der bezirksfreien Stadt Bengbu

Der Kreis Wuhe (chinesisch 五河县, Pinyin Wǔhé Xiàn) ist ein Kreis in der chinesischen Provinz Anhui. Er gehört zum Verwaltungsgebiet der bezirksfreien Stadt Bengbu. Wuhe hat eine Fläche von 1.593 km² und zählt 598.000 Einwohner (Stand: Ende 2018). Sein Hauptort ist die Großgemeinde Chengguan (城关镇).